# Karen Blixen

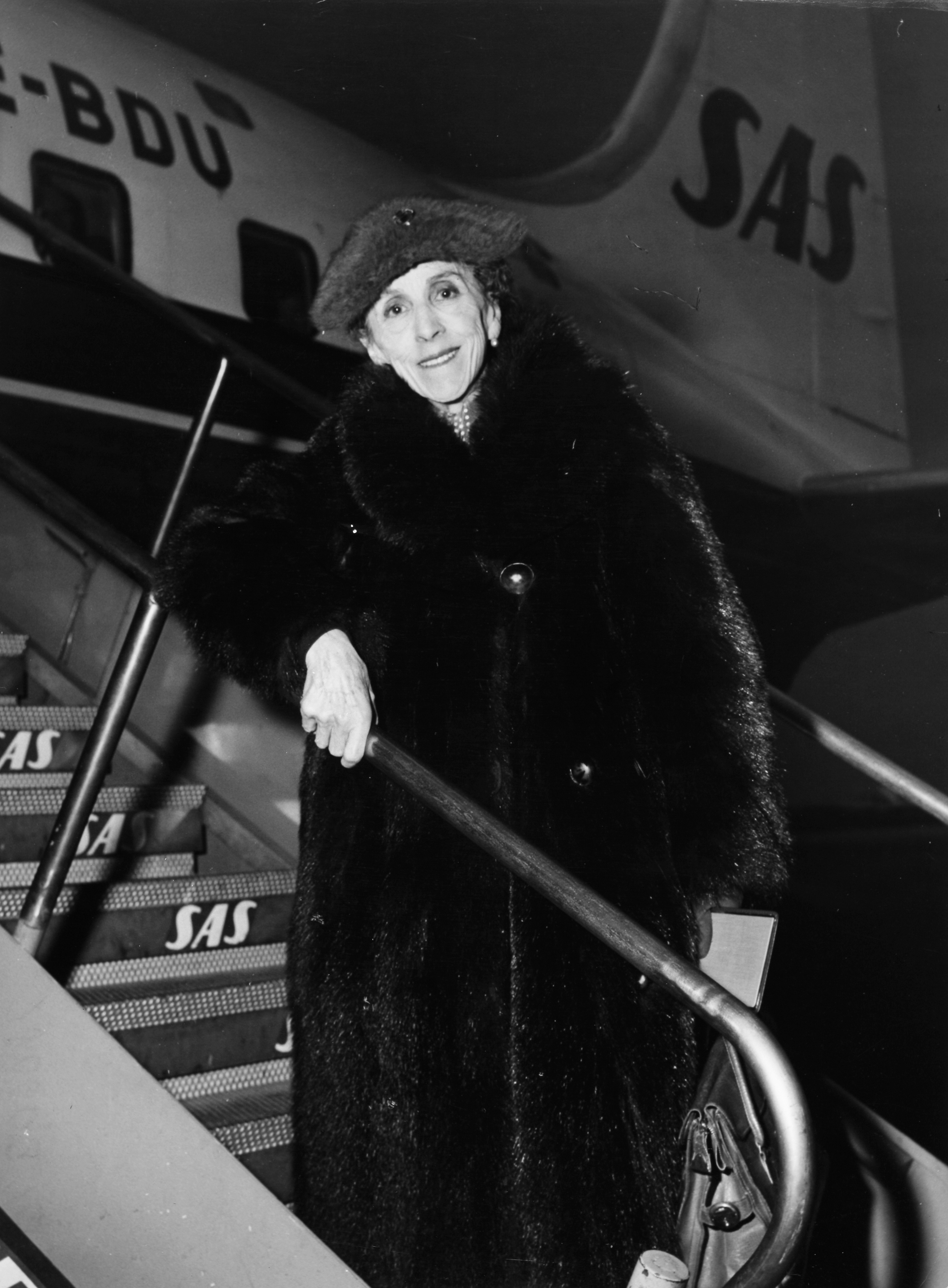
Karen Blixen, 1957

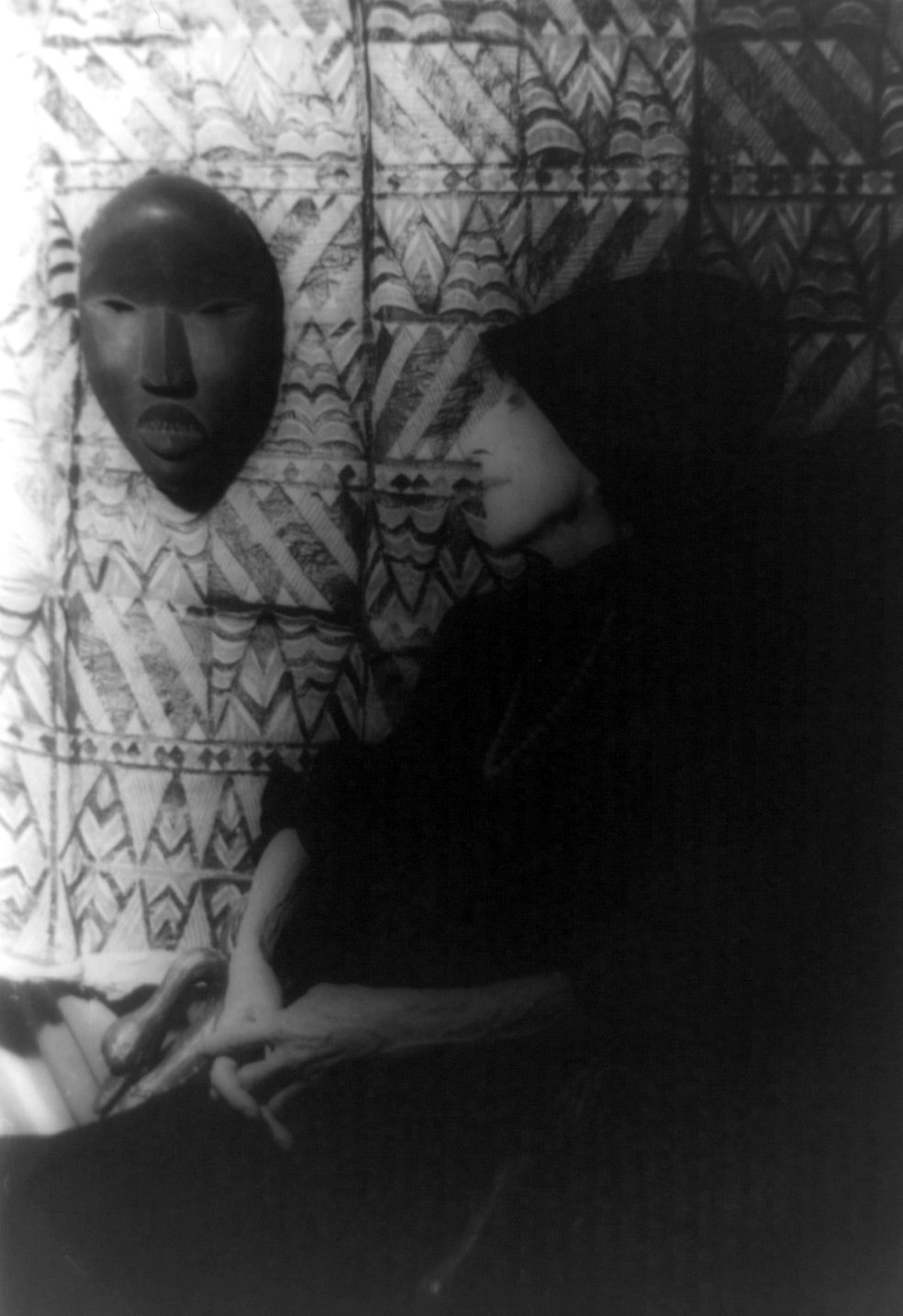
Karen Blixen, 1959

Karen Blixen, eigentlich Karen Christence von Blixen-Finecke, geborene Dinesen (* 17. April 1885 in Rungstedlund bei Kopenhagen; † 7. September 1962 ebenda), war eine dänische Schriftstellerin und siebzehn Jahre lang eine Kaffeefarmerin in Kenia. Ihr Pseudonym auf dem deutschen Buchmarkt ist meist Tania Blixen. Ihre englischsprachigen Bücher erschienen meist unter dem Pseudonym Isak Dinesen. Weltberühmt wurde sie durch ihren autobiographischen Roman Jenseits von Afrika.
Blixen wurde mehrmals für den Literaturnobelpreis in Betracht gezogen, erhielt ihn aber nicht, weil die Jury laut dänischen Berichten Bedenken hatte, skandinavische Schriftsteller zu bevorzugen.

## Leben

### Kindheit und Jugend

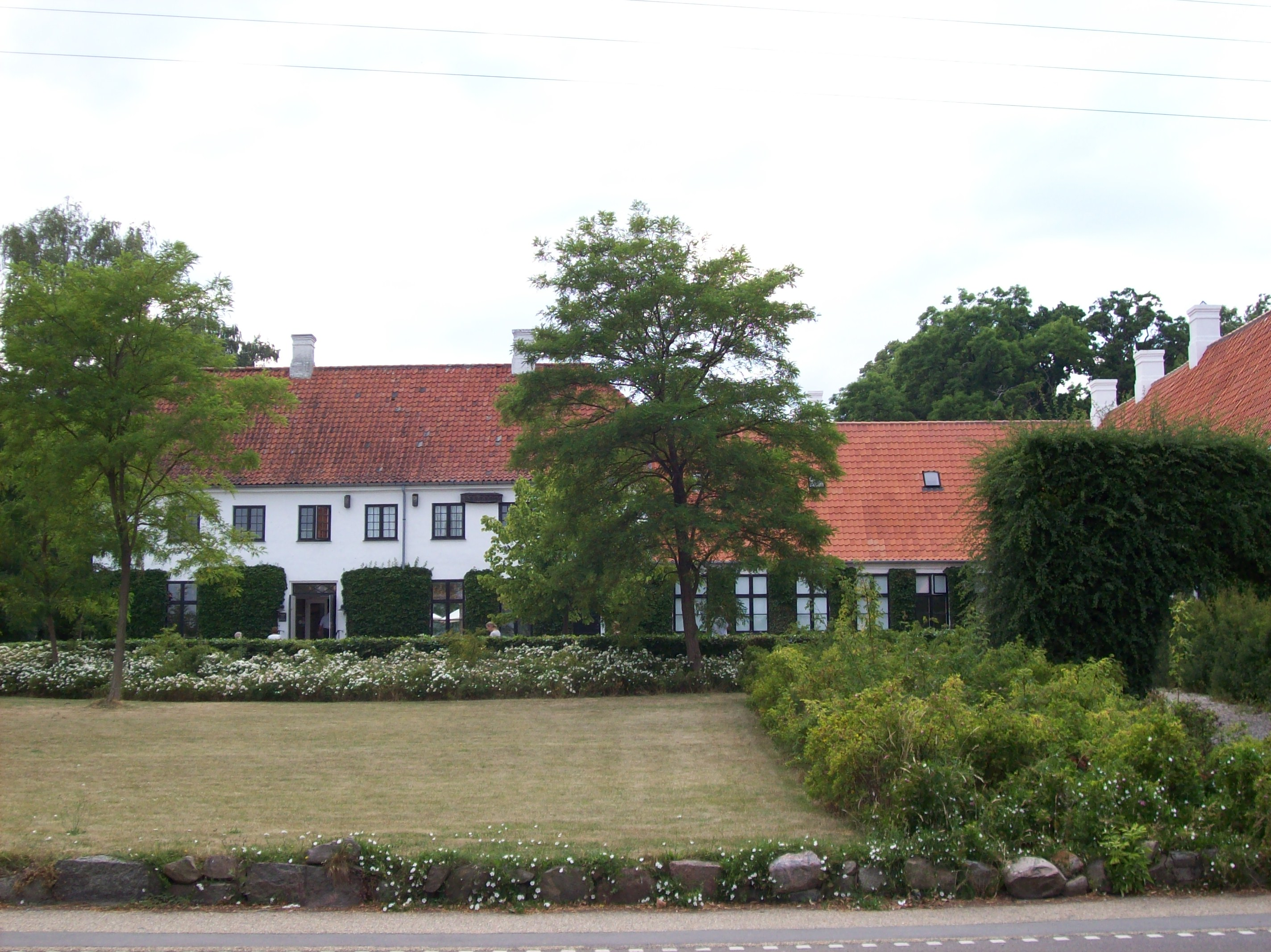
Rungstedlund, das Geburts- und Wohnhaus von Karen Blixen in Dänemark. Heute befindet sich dort das Karen Blixen Museum.

Karen Christence Dinesen wurde als zweite und mittlere Tochter in eine Unitarier-Familie geboren, die seit 1879, als das Gut gekauft wurde, in Rungstedlund nahe Kopenhagen am Hafen lebte, an der Ostküste von Seeland, am Öresund in Dänemark. Die Familie pflegte Karen Dinesen mit ihrem ungeliebten Spitznamen „Tanne“ zu rufen, ihrem kindersprachlichen Ausdrucke des Namens Karen. Ihr Vater war der Offizier, Schriftsteller und Politiker Wilhelm Dinesen; ihre Mutter war Ingeborg Westenholz. In einem wohlbehüteten Elternhause wuchs sie mit weiteren vier Geschwistern auf: Inger Benedicte (Ea), Ellen Alvilde (Elle), Thomas Fasti und Anders Runsti. Ihr jüngerer Bruder Thomas Dinesen besuchte und unterstützte sie später in Afrika. Geprägt waren diese Jahre vor allem durch eine starre, bürgerliche Erziehung. Die drei Mädchen entwickelten ihr künstlerisches Talent, Karen Dinesen sprachlich und bildnerisch, die beiden Schwestern musikalisch. Karen Dinesen ging hier langsam auf Distanz zur Kirche und entwickelte Widerstand gegen die streng religiöse Lebensweise der Eltern, besonders der Mutter. Der Vater Wilhelm Dinesen war im August 1872 in die USA nach Wisconsin gereist und hatte bis Dezember 1873 in der Gemeinschaft des indigenen Indianervolks der Chippewa gelebt. Nach erfolgreicher Integration in den Volksstamm war er hier zum ersten Mal Vater geworden. Aber noch vor der Geburt dieser Tochter reiste er wieder nach Dänemark zurück. 1895 beging der Vater, dem Karen Dinesen sehr nahestand, Selbstmord, was einen schweren Schlag für das zehnjährige Kind bedeutete. Wilhelm Dinesen hatte sich erhängt, nachdem ihm die Diagnose Syphilis mitgeteilt worden war.
Karen besuchte Kunstschulen in Kopenhagen (Fräulein Sode’s Kunstschule und die Königlich Dänische Kunstakademie), Paris und Rom. Sie hatte als Kind häufig Kontakt zu ihrem späteren schwedischen Ehemann Bror von Blixen-Finecke. Er war der Sohn von Baron Frederik von Blixen-Finecke und seiner Frau Clara von Blixen-Finecke und der Zwillingsbruder von Hans von Blixen-Finecke (1886–1917). Clara war die Schwester des größten dänischen Landbesitzers, des Grafen Mogens Frijs, eigentlich Mogens Krag-Juel-Vind-Frijs von Schloss Frijsenborg. Mogens’ Mutter wiederum war die Tante mütterlicherseits von Wilhelm Dinesen. Somit waren Brors Mutter und Karens Vater Cousins.

### Studium und Schreiben
Nach Ende ihrer Schulzeit nahm sie 1903 das Studium der Malerei an der Königlich Dänischen Kunstakademie in Kopenhagen auf und begann zu schreiben. 1907, ein Jahr nach Abschluss ihres Studiums, veröffentlichte sie einige Kurzgeschichten unter dem Pseudonym Osceola, nach einem damals weitgehend unbekannten Repräsentanten der Seminolen. Es wird vermutet, dass Karen zu diesem Namen durch ihren weitgereisten Vater Wilhelm Dinesen inspiriert wurde. Aber Osceola war nicht ihr einziges Pseudonym. Karen Blixen hatte viele unterschiedliche Pseudonyme und schien fast in diesen zu leben (weitere Pseudonyme: siehe unten Werk/Charakterisierung sowie Werk-Auswahl).
1909 verliebte sie sich in den schwedischen Baron Hans von Blixen-Finecke, einen Sohn der Cousine ihres Vaters. Diese Liebe blieb unerwidert. Am 23. Dezember 1912 verlobte sich Karen stattdessen mit Hansens Bruder, ihrem Halbcousin Baron Bror von Blixen-Finecke auf Schloss Näsbyholm in Schweden, das der ursprünglich vorpommerschen Adelsfamilie Blixen seit 1756 bis heute gehört.  Die beiden beschlossen, gemeinsam nach Kenia auszuwandern und eine Milchfarm bei Nairobi zu betreiben – finanziert durch Karens Familie. Karen entfloh damit der Enge des bürgerlichen Elternhauses, um sich mit ihrem Manne außerhalb Dänemarks eine Existenz aufzubauen.

### Mit Bror in Kenia

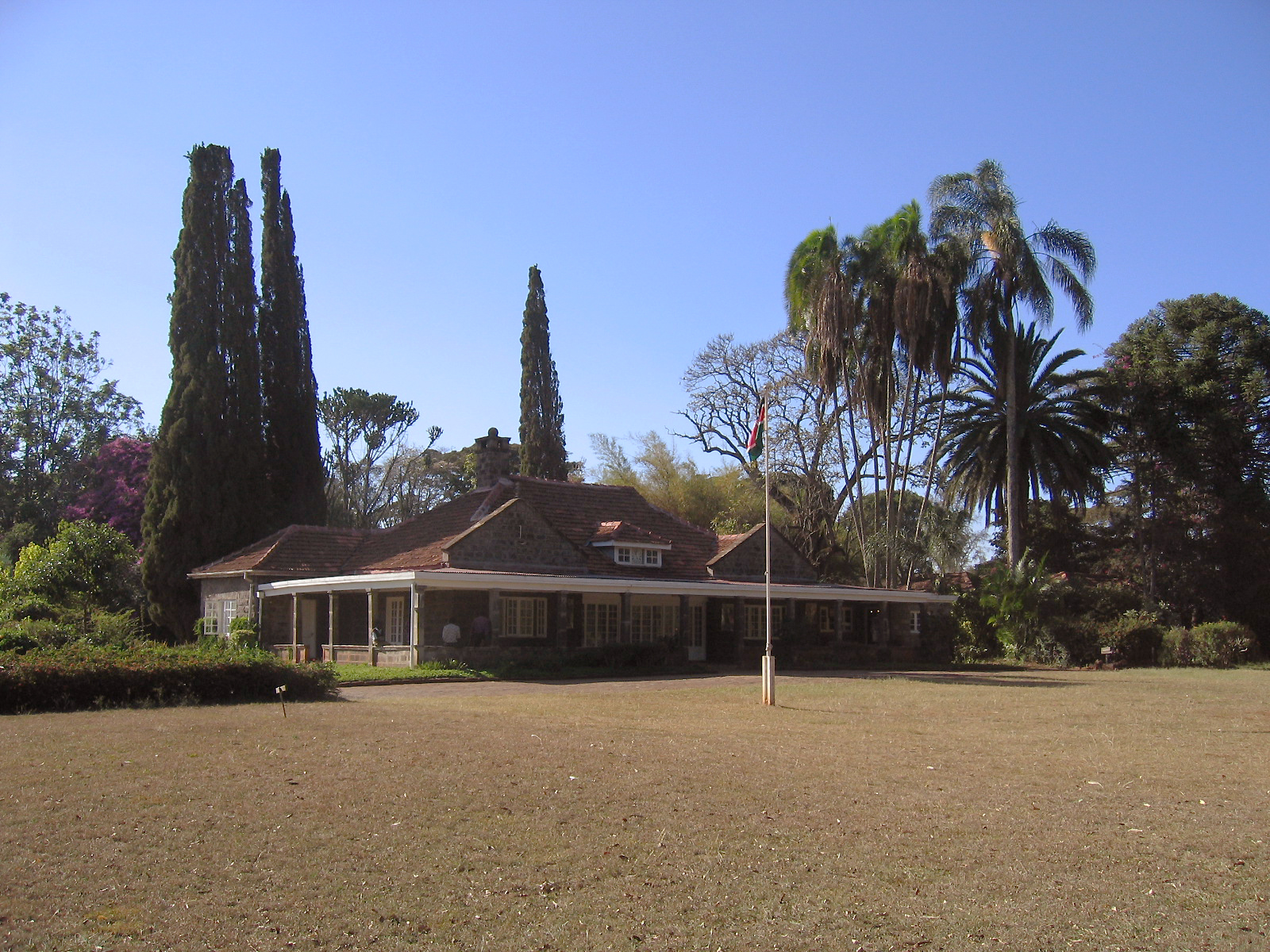
Karen Blixens Farm, das heutige Karen-Blixen-Museum

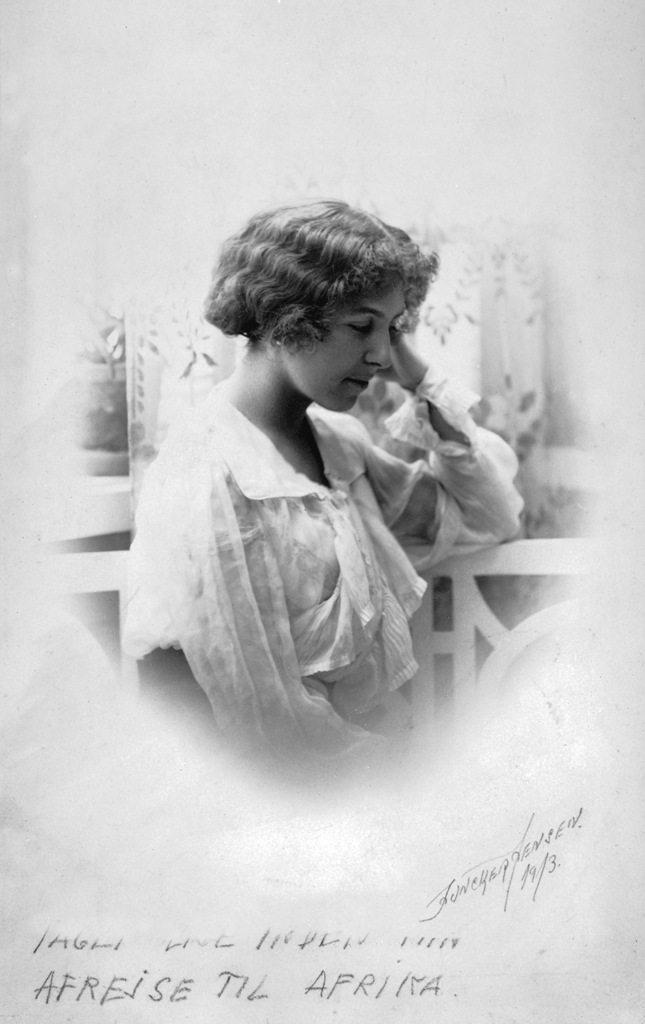
Karen Blixen, 1913

Bror fuhr nach Kenia voraus und kaufte 1913 im heutigen Karen (einem Vorort Nairobis, damals Britisch-Ostafrika) die 800 Hektar große Mbagathi-Farm am Fuße der Ngong-Berge südlich von Nairobi auf rund 2000 Metern über dem Meeresspiegel. Die Finanzierung der Farm erfolgte größtenteils mit Geldern der Familie Dinesen, denn Bror war mittellos. Das alte Mbagathi-Farmhaus war von Denys Finch Hatton entworfen worden.
Im Dezember 1913 kam Karen mit dem Schiff von Neapel nach Mombasa nach, wo Bror sie abholte und sie am 14. Januar 1914 heirateten. Auf dem Schiff hatte Karen den deutschen Oberstleutnant Paul von Lettow-Vorbeck, den späteren Kommandeur der kaiserlichen Schutztruppe in Deutsch-Ostafrika, kennengelernt und mit ihm die Lieferung mehrerer Pferde vereinbart, eine Dienstleistung, welche durch den Ausbruch des Ersten Weltkriegs am 5. August 1914 verhindert wurde. Lettow-Vorbeck war am 14. Januar 1914 in Mombasa ihr Trauzeuge, bevor er mit dem Schiff weiter in die deutsche Kolonie reiste. Später trug das zu dem Verdacht der britischen Siedler bei, Karen Blixen sei deutschfreundlich.
Als Karen und Bror die neue Farm erreichten, musste sie feststellen, dass ihr Mann keine Milch-, sondern eine Kaffeefarm gekauft hatte, deren Anbaugebiete ungewöhnlich hoch lagen. Zu dieser Zeit galt es noch als unmöglich, in einer Höhe von etwa 1700 m Kaffee anzubauen. Doch Karen versuchte das Unmögliche. Später würde sie diese Zeit beschreiben und den Roman Afrika, dunkel lockende Welt (1937) mit den Worten beginnen „Ich hatte eine Farm in Afrika am Fuße der Ngong-Berge …“ – so beginnt auch der Film Jenseits von Afrika. Karen Blixen nutzte die Zeit ihrer Jahre in Kenia auch, um immer wieder Bilder zu malen, insbesondere Porträts ihrer Untergebenen von der Volksgruppe der Kikuyu.
Baron Bror von Blixen-Finecke, obwohl offiziell Leiter der Farm, zeigte kein großes Interesse an der Landwirtschaft, sondern gab sich lieber den Großwildjagden und den damit verbundenen Safaris hin. Ähnlich wie sein „Nachfolger“ Denys Finch Hatton beschreibt Karen Bror als einen äußerst charmanten, witzigen und liebenswerten Mann. In ihren Briefen an die Familie berichtete sie von Krankheiten und hob die Qualitäten des Barons als hingebungsvollen Krankenpflegers und guten Masseurs hervor.
Der Kleinkrieg während des Ersten Weltkriegs entlang der Grenze zu Tanganjika entzog den Farmen Arbeitskräfte und Nachschub. Karen unternahm mehrere Versorgungsfahrten zu den Truppen im Grenzgebiet.
Zwischen 1915 und 1918 wurde Kenia von einer großen Trockenperiode überzogen. 1917 stoppten die Briten die Kaffeeeinfuhr, und Krankheiten brachen unter den Rinderherden aus. Unter diesen extremen Bedingungen litten in dieser Zeit viele Farmen Kenias – viele waren gerade erst gegründet worden.
Bror ging völlig sorglos mit dem Geld um – meist dem seiner Frau bzw. deren Familie. Es wird kolportiert, dass Bror geglaubt haben soll, eine Rechnung sei bezahlt, wenn er sie unterschrieben hatte.
Bror war aber auch ein klassischer „womanizer“ („Weiberheld“) und ein Freund der Prostitution. 1915 erkrankten er und Karen an Syphilis. In Nairobi wurde Karen mit Quecksilber behandelt; 1915 verließ sie erstmals Kenia, um sich in Dänemark mit dem von Paul Ehrlich neu entdeckten arsenhaltigen Arsphenamin behandeln zu lassen. Bror fuhr ihr nach. In Kopenhagen wurde sie drei Monate lang stationär behandelt; dort gelang es, die Krankheit so weit zu beherrschen, dass sie nicht mehr ansteckend war. Jedoch sollte Karen Blixen ihr restliches Leben lang unter chronischen Schmerzen in Folge der Syphilis-Infektion bzw. der Schwermetallvergiftung als Nebenwirkung der Quecksilbertherapie leiden.
1916 kamen beide nach Kenia zurück. Sie gründeten abermals mit dem Geld der Dinesens die „Karen Coffee Corporation“, vergrößerten Mbagathi auf 2.200 Hektar und kauften eine zweite – gleich große – Farm in den White Highlands. Für kenianische Verhältnisse war das eine relativ normale Farm, gab es doch Latifundien, die 100.000 Hektar groß waren. Noch heute existieren im Laikipia District solch große Farmen.
1917 zogen die Blixens auf dem zugekauften Farmgelände in das nächste Haus, „Mbogani“, das heutige Museum. Mbogani war 1912 von dem Schweden Åke Sjögren erbaut worden.
1985 wurden in Mbagathi (dem ersten Haus), das heute eine Milchfarm ist und Mama Ngina gehört, die Szenen von Jenseits von Afrika gedreht, die in Karen Blixens zweitem Haus Mbogani spielen.
1919 fuhren die beiden nach Dänemark bzw. Schweden. Bror kehrte im März 1920 nach Kenia zurück. Vorher bat er Karen schriftlich um die Trennung. Karen willigte nicht ein, aber 1921 trennten sie sich gegen Karens Willen. Bror wurde 1921 von Aage Westenholz, Karens Onkel und Vorsitzender der Karen Coffee Corporation, als Verwalter entlassen. Karen lebte ein Jahr lang mit ihrer Mutter auf Rungstedlund. Sie litt an Spanischer Grippe, Blutvergiftung und ständigen Schmerzanfällen.
1925 wurde die Ehe geschieden.

### Farm-Managerin
1920 kehrte sie mit ihrem Bruder Thomas Dinesen (1892–1979), der das finanzielle Chaos der Farm ordnen sollte, nach Kenia zurück. Mit Hilfe ihres Bruders übernahm sie mutig, aber erfolglos die Verwaltung der Kaffeefarm. Am 2. März 1922 kehrte Thomas Dinesen nach Dänemark zurück. Am 3. November 1924 kamen Thomas Dinesen und Mutter Ingeborg für zwei Monate zu Besuch.
Der Betrieb der Farm basierte auf der Arbeit sogenannter Squatter. Zudem beschäftigte Blixen in ihrem Haus zahlreiche «Boys», junge, meist noch im Kindesalter befindliche Diener. Eine Anzahl europäischstämmiger, muslimischer und indischer Mitarbeiter in höheren Lohnklassen vervollständigten das Personal, über das sie gebot.
Im Januar 1925 fuhren die drei zurück nach Dänemark. Dort versuchte Karen Kontakte herzustellen, um ihre Werke veröffentlichen zu können, unter anderem mit Georg Brandes, dem führenden dänischen Kritiker.
Am 1. Februar 1926 kehrte Karen auf ihre Farm zurück. Ihre Krise versuchte Karen in langen und intensiven Briefen an ihren Bruder zu bewältigen. 1927, am 23. Januar, kam ihre Mutter erneut nach Kenia und blieb mehr als drei Monate lang auf der Farm.
1929 wurde ihre Mutter ernsthaft krank, und Karen weilte vom 18. Mai bis 25. Dezember in Rungstedlund. Sie besuchte die Finch Hattons in England. Thomas Dinesens Buch Niemandsland, Erinnerungen an die französische Front im Ersten Weltkrieg, an dem er teilgenommen hatte, erschien auf Dänisch.

### Die Beziehung zu Denys Finch Hatton
Am 15. April 1918 hatte Karen im Muthaiga-Club in Nairobi ihre spätere große Liebe, den britischen Armee-Offizier und Großwildjäger Denys Finch Hatton, kennengelernt. Nach ihrer Rückkehr aus Dänemark nahm sie 1920 eine intensive Liebesbeziehung zu Denys auf. 1923 brannte die Kaffeefabrik vollständig nieder, und Thomas kehrte nach Dänemark zurück. Nun war sie völlig allein auf sich gestellt, denn Bror war ständig auf Safari unterwegs. Ab 1924 begann Denys in Mbogani bei Karen zu übernachten, wenn er nach Nairobi zurückkehrte. 1924 hatte sie eine Fehlgeburt von Denys. Im Januar 1925 wurde die Scheidung zwischen Bror und Karen ausgesprochen, und Karen ging wieder für ein Jahr nach Dänemark.
Nach der Scheidung zog Denys ganz bei ihr in Mbogani ein. 1926 war Karen Blixen erneut schwanger. Denys hatte Schwierigkeiten sich vorzustellen, Vater zu werden und Verantwortung zu übernehmen. Am 21. Mai 1926 sandte er Karen aus England ein Telegramm bezüglich „Daniels“ (des Codewortes für ein Kind): “Reference your cable and my reply please do as you like about Daniel as I should welcome him if I could offer partnership but this is impossible STOP You will I know consider your mother’s views Denys.” Karen hatte wieder eine Fehlgeburt. 1927 war das harmonischste Jahr, in dem Denys nach dem Tod seines Freundes Berkeley Cole endlich viel Zeit mit Karen verbrachte.
Karen Blixen führte ein offenes Haus mit berühmter Küche. Am 9. November 1928 dinierte der damalige Fürst von Wales auf seiner Safari in Ostafrika, deren Leiter Denys war, mit Karen, Denys, Bror und der schwangeren Beryl Markham in Mbogani. Die neue Baroness Blixen (Bror hatte mittlerweile Cockie Birkbeck geheiratet) machte Karens gesellschaftliche Situation in Kenia kompliziert. Das Dinner mit dem Fürsten, das Denys arrangiert hatte, sollte Karens Stellung stärken. Andererseits wurde die Beziehung von Karen und Denys besonders durch Denys’ Entscheidung, Bror mit auf die Safari mit dem Prinzen zu nehmen, belastet. Die Beziehung zu Denys zerbrach 1929.
Im Mai 1931 flog Denys in sein Ferienhaus an der Küste von Mombasa, wo er auch schon mit Karen gewesen war. Auf dem Rückflug landete er in Voi, einem heute wichtigen Haltepunkt auf der Verbindungsstrecke Nairobi–Mombasa und im Tsavo East National Park gelegen. Gemeinsam mit seinem Somali-Helfer Hamisi suchte er Elefanten aus der Luft. Am 14. Mai 1931 startete er mit Hamisi erneut zu einem Erkundungsflug, der sein letzter werden sollte. Der Motor versagte, und beide kamen beim Absturz ums Leben.
Finch Hattons Leichnam wurde trotz der Entfremdung an Karen Blixen übergeben, und sie beerdigte ihn im Kreise seiner Freunde in den Ngong Hills, dort, wo er gern begraben sein wollte und wohin sie von ihrem Farmhaus blicken konnte.

### Verkauf der Farm
1931 musste Karen Blixen nach siebzehn Jahren Ertraglosigkeit und weniger unter dem Druck der Weltwirtschaftskrise (oder einem Brand auf der Farm) ihre Plantage aufgeben. Ihre Arbeit in Kenia war damit beendet. Allerdings konnte sie dafür sorgen, dass „ihre“ Kikuyu nicht vertrieben, sondern als ganze Gemeinschaft in ein nahe gelegenes Reservat umgesiedelt wurden.
Sie verkaufte die Farm an Remi Martin, einen Geschäftsmann aus Nairobi. Er parzellierte ihr Land und verkaufte es an wohlhabende Siedler, die dort große Villen oder kleinere Stadtfarmen errichten. Bis heute ist das Land um ihre Farm, das ihren Namen „Karen“ trägt, ein eleganter Wohnort von Nairobi geblieben.

### Rückkehr nach Dänemark
Nach Dänemark auf den Familiensitz Rungstedlund (etwa 20 Kilometer nördlich von Kopenhagen) zurückzukehren, fiel Karen Blixen nicht leicht, denn sie hatte kein gutes Verhältnis zu ihrer Familie. Auch musste sie sich mit ihrer Rückkehr wieder der Familie unterordnen und sich in Abhängigkeit von ihr begeben. Auf dem Familiensitz, der bis ins Jahr 1680 zurück datiert, schrieb sie meist im „Ewalds-Zimmer“, das nach dem von ihr verehrten Schriftsteller Johannes Ewald benannt war, der dort von 1773 bis 1775 gelebt und einige seiner Hauptwerke, darunter die Autobiografie Leben und Ansichten, verfasst hat.

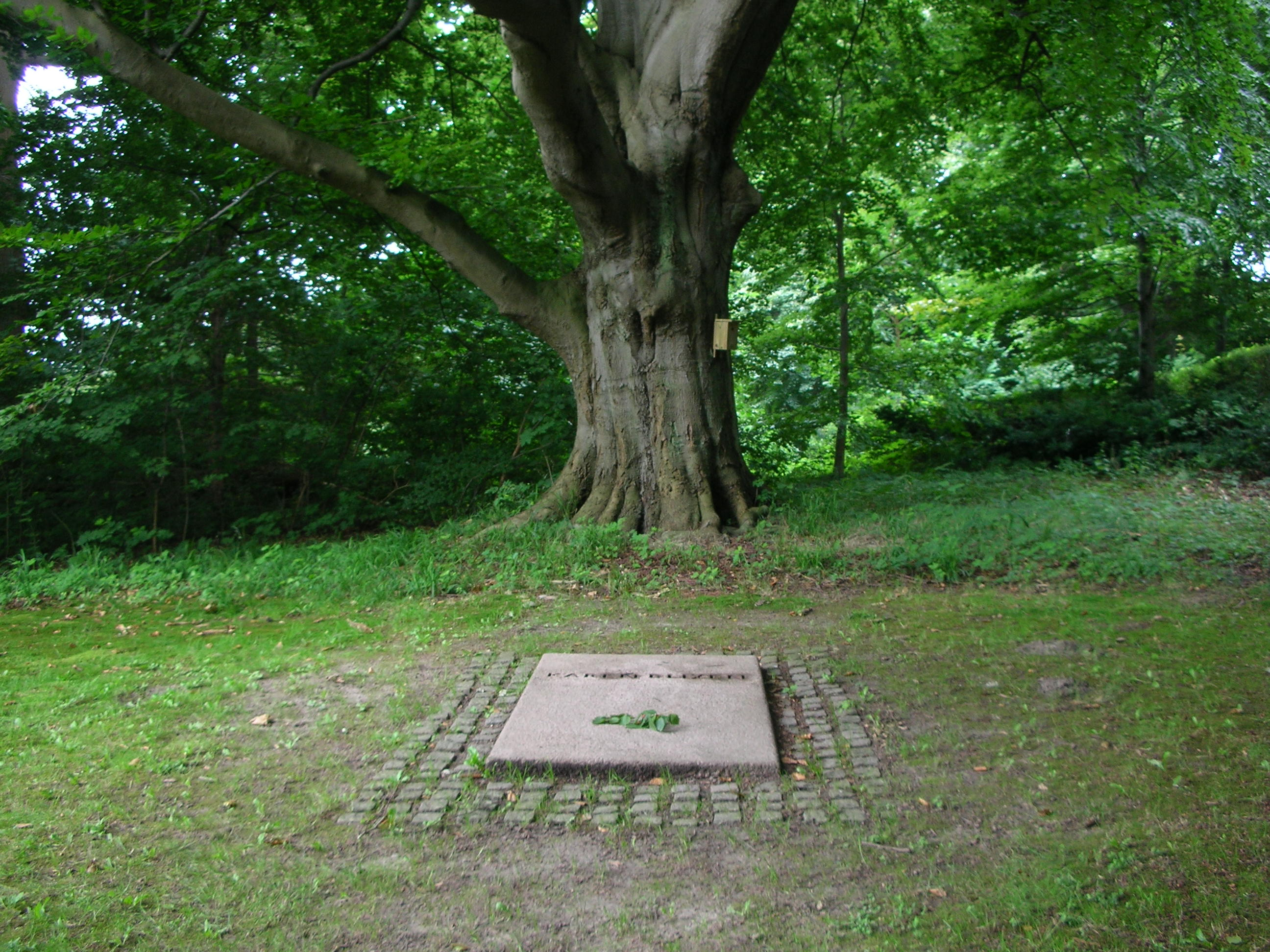
Blixens Grab in Rungstedlund

1934 veröffentlichte sie Seven Gothic Tales auf Englisch und gewann damit 1939 einen Preis, den Tagea Brandt Rejselegat. 1937 erschien Out of Africa in London. Während des Zweiten Weltkriegs, als die deutsche Armee Dänemark besetzt hielt, schrieb sie ihren einzigen großen Roman The Angelic Avengers, der als Allegorie des Untergangs des Naziregimes interpretiert wird. In den 1940er und 1950er Jahren widmete sie sich ganz den Erzählungen in der Tradition der Geschichtenerzähler. Die bekannteste dieser Erzählungen aus jener Zeit ist Babettes Fest, die 1987 verfilmt und 1988 mit einem Oscar ausgezeichnet wurde. Eine andere der Geschichten, eigentlich ein Märchen, An Immortal Story, in der ein alternder Mann seine Jugend zurückkaufen will, wurde 1968 von Orson Welles als Stunde der Wahrheit verfilmt.

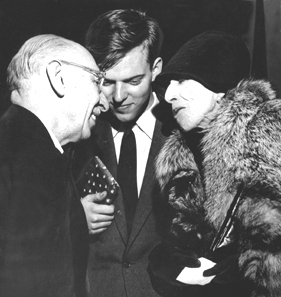
Karen Blixen (rechts) und Jurij Moskvitin (Mitte) bei einem Treffen mit Igor Strawinski (links) im Kopenhagener Rathaus.

In den 1950er Jahren wurde ihr das Schreiben wegen ihrer schwer angeschlagenen Gesundheit unmöglich, doch sie sprach noch in verschiedenen Radiosendungen. Viele ihrer Werke erschienen postum. Im Alter von 77 Jahren starb sie auf dem Familiensitz.
Rungstedlund ist seit 1991 ein Museum, das von der (von der Familie begründeten) „Rungstedlund-Stiftung“ betrieben wird.

## Ehrungen
- 1939: Verleihung des Wissenschafts- und Kulturpreises Tagea Brandts Rejselegat
- 25. September 1950: Auszeichnung von König Frederik IX. von Dänemark mit der dänischen Verdienstmedaille Ingenio et arti
- 1957: Aufnahme als auswärtiges Ehrenmitglied in die American Academy of Arts and Letters[2]
- 1957: Erste Trägerin des dänischen Kritikerpreises
- 1985: Benennung des Asteroiden (3318) Blixen zum 100. Geburtstag
- 1997: Karen Blixens Porträt auf der 50-Kronen-Banknote

## Werk

### Charakterisierung
Blixens Werke umfassen autobiografische Erlebnisberichte aus Afrika, fantastische Erzählungen und Novellen. Die Veröffentlichungen erfolgten meist unter den Pseudonymen Tania Blixen, Isak Dinesen, Osceola, Peter Lawless, Pierre Andrézel oder Nozdref’s Cook.
In der Zeit ihres Aufenthalts in Kenia hatte sich Karen Blixen angewöhnt, statt in ihrer Muttersprache Dänisch auf Englisch zu schreiben. Das behielt sie auch in Dänemark so bei, schrieb erst auf Englisch und übersetzte dann selbst ins Dänische. Viele ihrer Bücher wurden parallel auf Englisch und Dänisch publiziert. Ihr Englisch war von großer Raffinesse und Schönheit. Besonders die atmosphärische Dichte ihrer Werke wurde viel gerühmt. Ihre Arbeit wurde von Ernest Hemingway und Truman Capote aufrichtig bewundert.
Mit den Sieben phantastischen Geschichten, die 1934 erschienen, gelang Karen Blixen der literarische Durchbruch. Eigentlich hatte sie zuvor in den zwanziger Jahren ein Buch mit neun Erzählungen geplant und geschrieben, das unter dem Titel Nine Tales by Nozdref’s Cook erscheinen sollte. So hatte sie die Erzählung Karneval zunächst auf Dänisch begonnen zu schreiben, um sie dann auf Englisch zu vollenden. Carnival erschien nicht in den Nine Tales, sondern erstmals 1977 postum auf Englisch.
1954 ging das Gerücht um, Blixen solle den Nobelpreis für Literatur erhalten, der dann allerdings an Ernest Hemingway verliehen wurde. Der lobte dann Blixen und meinte, sie sei des Preises eigentlich würdiger gewesen; aber auch ohne den Preis müsse man sie immer zu den „großen Frauengestalten“ ihres Jahrhunderts zählen. Tatsächlich gelangte Blixen 1962 in die engere Auswahl für den Literaturnobelpreis gemeinsam mit u. a. Jean Anouilh, Lawrence Durrell, Robert Graves und John Steinbeck. Ihr Tod am 7. September verhinderte aber eine mögliche Auszeichnung und der Preis wurde Steinbeck zugesprochen.
Von afrikanischen Autoren wurde Karen Blixen trotz aller bekundeten Sympathie für Land und Leute eine rassistische Sichtweise auf die Afrikaner vorgeworfen. Sie habe die afrikanischen Menschen in eine Reihe gestellt mit Antilopen und wilden Tieren, das heißt, auf die Stufe eines „edlen Urzustandes“. Außerdem habe sie eine feudale und eurozentristische Einstellung. Aus ihrer Themenwahl und Erzählweise resultierte Blixens Distanz zu den zeitgenössischen Problemen der dänischen Gesellschaft, die zu einer lebenslangen Enttäuschung über die geringe Zahl ihrer Leser führte: Karen Blixens „symbolisierende und mythisierende Erzählweise wurde im politisierten sozialrealistischen Literaturklima Dänemarks als Fremdkörper empfunden und entsprechend verhalten rezipiert.“ In mehreren ihrer Geschichten reflektiert sie die Differenz zwischen Künstler und Publikum. Ihren Roman Out of Africa (deutsch Jenseits von Afrika) beschreibt Jürg Glauser als „abgeklärten Rückblick aus zeitlicher und räumlicher Entfernung auf eine vergangene und schon im Untergang befindliche Welt“.
In dem auf ihrem gleichnamigen Roman basierenden Film Jenseits von Afrika wurde sie von Meryl Streep porträtiert.

### Werk-Auswahl
Die folgenden Angaben sind jetzt weitgehend vollständig. Zunächst werden die internationalen Titel mit dem jeweiligen Pseudonym und den darin enthaltenen Beiträgen sowie – falls vorhanden – die dänische, englische oder deutsche Erstausgabe genannt, bei den deutschen auch Nachdrucke. Im zweiten Teil werden Werke, die postum auf Englisch oder Dänisch erschienen sind, aufgeführt, im dritten Teil sind weitere deutsche Ausgaben genannt. Die deutschen Titel sind alphabetisch geordnet, die anderen folgen chronologisch dem Jahr der Erstpublikation.

#### International
- Osceola: Eneboerne (Die Einsiedler, in dän. Zeitschrift, Tilskueren, København, August 1907)
- Osceola: Pløjeren (dän., Der Pflüger, København: Gads danske Magasin, Oktober 1907)
- Osceola: Familien de Cats (dän., Die Familie de Cats, København: Tilskueren, Januar 1909); engl. im Sammelband: Carnival (siehe unten: Posthum erschienen).
- Karen Blixen: Sandhedens hævn. En marionetkomedie. 39 sider. – København: Tilskueren, 1926.

englisch: Isak Dinesen: The Revenge of Truth (In: Donald Hannah: „Isak Dinesen: The Mask and the Reality“, Putnam, London 1971. ISBN 0-370-00114-1).
Danach 1985 Libretto von Jørgen Heiner zur gleichnamigen Oper von Ib Nørholm

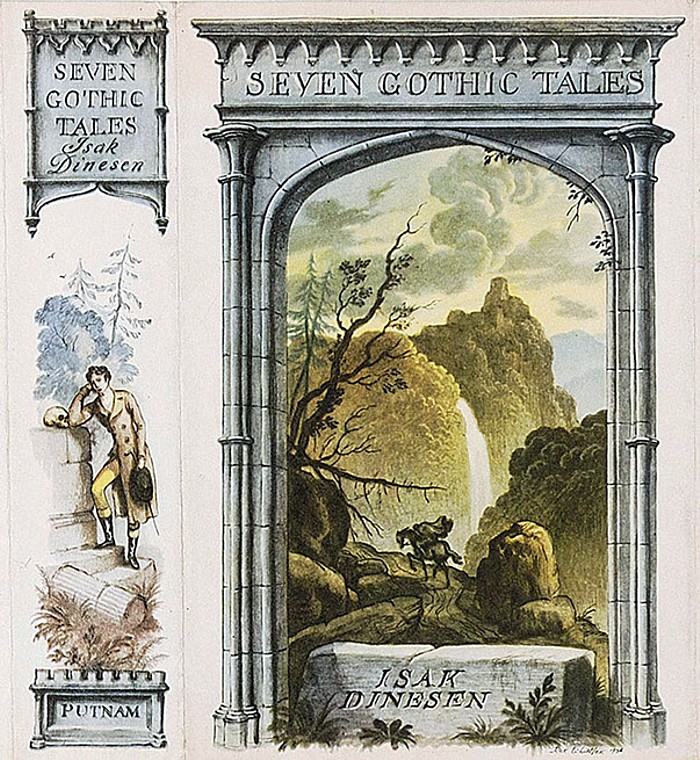
Einband zu Seven Gothic Tales von Rex Whistler (1934)

- Isak Dinesen: Seven Gothic Tales (The Deluge at Norderney; The Old Chevalier; The Monkey; The Roads Round Pisa; The Supper at Elsinore; The Dreamers; The Poet). – New York: Harrison Smith and Robert Haas; London: Putnam, 1934 (mit Illustrationen von Rex Whistler); Neuausgabe: Vintage Books, ISBN 0-679-73641-7.

dänisch: Isak Dinesen: Syv fantastiske fortællinger (Vejene omkring Pisa; Den gamle vandrende Ridder; Aben; Syndfloden over Norderney; Et Familieselskab i Helsingør; Drømmerne; Digteren). – København: Reitzels, 1935.
deutsch (erste deutsche Ausgabe): Tania Blixen, Die Sintflut von Norderney und andere seltsame Geschichten. Aus dem Englischen übertragen von Martin Lang und W. E. Süskind. – Stuttgart & Berlin: Deutsche Verlags-Anstalt, 1937.
deutsch (Teilausgabe): Phantastische Erzählungen (Die Wege um Pisa; Der alte, wandernde Ritter; Der Affe; Ein Familientreffen auf Helsingör). [Aus dem Dänischen] ins Dt. übertr. von Thyra Dohrenburg. – Reinbek (Hamburg), Rowohlt Verlag, 1962 (rororo 490)
deutsch (Neuausgabe): Tania Blixen, Sieben phantastische Geschichten (Die Sintflut von Norderney; Der alte, fahrende Ritter; Der Affe; Die Straßen um Pisa; Ein Familientreffen in Helsingör; Die Träumer; Der Dichter). Deutsch von Thyra Dohrenburg, Martin Lang und W.E. Süskind. – Stuttgart: Deutsche Verlagsanstalt, 1979 & Reinbek bei Hamburg: Rowohlt, 1982 (rororo 5006).
- Isak Dinesen: Out of Africa. – London: Putnam, 1937; New York: Random House, 1938. (Diese Sammlung von Erlebnissen und das Buch „Schatten wandern übers Gras“ dienten als Vorlage für den Film „Out of Africa“, deutsch: „Jenseits von Afrika“)

dänisch: Karen Blixen: Den afrikanske Farm. – Copenhagen: Gyldendal, 1937
deutsch: Tania Blixen: Afrika – dunkel lockende Welt. Aus dem Englischen v. Rudolf von Scholtz. – Stuttgart & Berlin: Deutsche Verlags-Anstalt, o. J. [1938?]. Neuausg. Stuttgart 1954 u.ö. & Reinbek bei Hamburg: Rowohlt, 1954 (rororo 133) u.ö. & Zürich, Manesse-Verlag 1986 u.ö. ISBN 978-3-7175-1718-4. (Platz 1 der Spiegel-Bestsellerliste vom 26. Mai bis zum 6. Juli 1986)
deutsch (Neuausgabe): Tania Blixen: Die afrikanische Farm. Aus dem Dänischen von Gisela Perlet. – Rostock: Hinstorff, 1989. Überarbeitete Neuausg. unter dem Titel Jenseits von Afrika, Nachwort von Ulrike Draesner; Zürich: Manesse, 2010. ISBN 978-3-7175-2202-7.
- Isak Dinesen: Winter's Tales (The Young Man with the Carnation; Sorrow-acre; The Heroine; The Sailor-boy's Tale; The Pearls; The Invincible Slave-owners; The Dreaming Child; Alkmene; The Fish; Peter and Rosa; A Consolatory Tale). – New York: Random House; London: Putnam, 1942

dänisch: Karen Blixen, Vinter-Eventyr (Skibsdrengens fortælling; Den unge mand med nelliken; En historie om en perle; De standhaftige slaveejere; Heloïse; Det drømmende barn; Fra det gamle Danmark; Alkmene; Peter og Rosa; Sorg-agre; En opbyggelig historie). – Copenhagen: Gyldendal, 1942;
deutsch (Teilausgabe): Tania Blixen: Kamingeschichten (Die Geschichte einer Perle; Heloise; Aus dem alten Dänemark; Alkmene; Peter und Rosa; Leid-Äcker; Eine erbauliche Geschichte) Aus dem Dänischen übertragen von Thyra Dohrenburg. – Reinbek bei Hamburg: Rowohlt (rororo 250), 1958.
deutsch (vollständig): Tania Blixen: Wintergeschichten (Der junge Mann mit der Nelke; Leidacker; Die Heldin; Die Geschichte des Schiffsjungen; Die Perlen; Die unbezwingbaren Sklavenhalter; Das träumende Kind; Alkmene; Der Fisch; Peter und Rosa; Eine tröstliche Geschichte). Aus dem Englischen übertragen von Jürgen Schweier. – Stuttgart: Deutsche Verlagsanstalt, 1985 & Reinbek bei Hamburg: Rowohlt (rororo 5951), 1988. ISBN 3-499-23126-3
- Pierre Andrézel: Gengældelsens Veje. „translated into Danish by Clara Svendsen“ [sic]. Copenhagen: Gyldendal, 1944;

englisch: Pierre Andrézel: The Angelic Avengers. London: Putnam, 1946; New York: Random House, 1947. Kessinger Publishing Co., 2005. ISBN 1-4191-1825-0
deutsch: Pierre Andrézel: Die Rache der Engel. Aus dem Dänischen übertragen von Thyra Dohrenburg. – Reinbek bei Hamburg: Rowohlt (rororo 319), 1959. – Neuausg. (unter d. Namen Tania Blixen!) Stuttgart: Deutsche Verlagsanstalt, 1990 & Reinbek bei Hamburg: Rowohlt, 2000, 27.–34. Tsd.
- Isak Dinesen: Last Tales (The Cardinal's First Tale; The Cloak, Night Walk; Of Hidden Thoughts and of Heaven; Tales of Two Old Gentlemen; The Cardinal's Third Tale; The Blank Page; The Caryatids, an unfinished tale; Echoes; A Country Tale; Copenhagen Season; Converse At Night in Copenhagen). – New York: Random House; London: Putnam, 1957;

dänisch: Karen Blixen: Sidste Fortællinger (Kapitler af romanen Albondocani [Kardinalens første historie; Kappen; Nattevandring; Om hemmeligheder og om himlen; To gamle herrers historier; Kardinalens tredje historie; Det ubeskrevne blad]; Nye fantastiske fortællinger [Karyatiderne; Ekko] Nye vinter-eventyr [En herregårdshistorie; Ib og Adelaide; Samtale om natten i København]). – Copenhagen: Gyldendal, 1958.
deutsch (Auswahl): Tania Blixen: Widerhall. Letzte Erzählungen (Die erste Erzählung des Kardinals; Der Mantel; Nächtliche Wanderung; Zwei alte Herren erzählen sich Geschichten; Die dritte Erzählung des Kardinals; Widerhall; Eine Geschichte vom Lande; Saison in Kopenhagen; Nächtliches Gespräch in Kopenhagen). Aus dem Englischen von Wolfheinrich von der Mülbe und W.E. Süskind. – Stuttgart: Deutsche Verlagsanstalt, 1959 & München: Deutscher Taschenbuch Verlag, 1968 (dtv 468) & Zürich: Manesse, 1985 ISBN 3-7175-1682-5
[nicht in der dt. Ausg. enthalten: Om hemmeligheder og om himlen, Det ubeskrevne blad, Karyatiderne]
- Isak Dinesen: Anecdotes of Destiny (The Diver; Babette's Feast; Tempests; The Immortal Story; The Ring). – New York: Random House; London: Michael Joseph, 1958. Vintage, ISBN 0-679-74333-2

dänisch: Karen Blixen: Skæbne-Anekdoter (Dykkeren; Babettes gæstebud; Storme; Den udødelige historie; Ringen). – Copenhagen: Gyldendal, 1960.
deutsch: Tania Blixen: Schicksals-Anekdoten (Der Taucher; Babettes Gastmahl; Stürme; Die unsterbliche Geschichte; Der Ring). – Frankfurt a. M.: S. Fischer Verlag, 1960 & Rostock: VEB Hinstorff, 1980 & Stuttgart: Deutsche Verlags-Anstalt, 1982 & Reinbek bei Hamburg: Rowohlt, 1984 (rororo 5421).
- Karen Blixen: Skygger på Græsset. Copenhagen: Gyldendal, 1960.

englisch: Isak Dinesen: Shadows on the Grass. New York: Random House; London; Michael Joseph, 1961. (Dieses Buch und „Afrika – dunkel lockende Welt“ dienten als Vorlage für den Film „Out of Africa“, deutsch: „Jenseits von Afrika“)
deutsch: Tania Blixen: Schatten wandern übers Gras. Aus dem Englischen von Wolfheinrich von der Mülbe und W.E. Süskind. – Frankfurt a. M.: S. Fischer Verlag, 1961. – Neuausg. Stuttgart: Deutsche Verlagsanstalt, 1986.
- Karen Blixen: Osceola. Ed. af Clara Svendsen. København: Gyldendals Julebog, 1962.

#### Postum erschienen
- Karen Blixen: Ehrengard. – København: Gyldendal, 1963.

englisch Isak Dinesen: Ehrengard. – New York: Random House; London: Michael Joseph, 1963.
deutsch: Tania Blixen: Ehrengard. Aus dem Englischen von Fritz Lorch. – Frankfurt/M.: S. Fischer Verlag, 1965 & Frankfurt a. M.: Suhrkamp, 1986. Neuausgabe: Frankfurt am Main: Insel-Verlag, 2001, 1. Aufl.
- Karen Blixen: Essays (Moderne ægteskab og andre betragtninger; Sorte og hvide i Afrika; Om Retskrivning; Breve fra et land i krig; Gensyn med England; H.C. Branner: „Rytteren“, Til fire kultegninger, Daguerreotypier, En båltale med 14 års forsinkelse, Fra lægmand til lægmand, Rungstedlund: en radiotale, Mit livs mottoer). – København: Gyldendal, 1965.

deutsch: Tania Blixen: Mottos meines Lebens. Betrachtungen aus drei Jahrzehnten. Mit einem Vorwort von Sigrid Daub. Ins Deutsche übertragen von S. Daub, W. Boehlich, H. Grössel und H. Hjort. (Vorwort; Moderne Ehe und andere Betrachtungen; Schwarze und Weiße in Afrika; Briefe aus einem Land im Krieg [Deutschland Anfang 1940]; Wiedersehen mit England; H. C. Branner: „Der Reiter“; Zu vier Kohlezeichnungen; Daguerreotypien; Eine Festrede am Lagerfeuer, mit vierzehn Jahren Verspätung gehalten; Von Laie zu Laie; Rungstedlund. Eine Ansprache im Radio; Die Mottos meines Lebens; Anmerkungen, Bibliographie). – Stuttgart, Deutsche Verlagsanstalt 1991 & Reinbek bei Hamburg: Rowohlt, 1993 (rororo 13190)
[nicht in der dt. Ausg. enthalten ist der Artikel von 1938 zur dänischen Rechtschreibreform Om Retskrivning]
- Karen Blixen: Efterladte fortællinger (Eneboerne; Pløjeren; Brudeparret ventes; Familien de Cats; Onkel Théodore; Karneval; Den sidste dag; Kongesønnerne; Onkel Seneca; Den fede mand; Anna; Den stolte dame; Bjørnen og kysset; Gensyn). – Gyldendal, 1975.

englisch (Auswahl): Isak Dinesen: Carnival: Entertainments and Posthumous Tales (Foreword by Frans Lasson; The De Cats Family, Uncle Theodore, Carnival, The Last Day, Uncle Seneca, The Fat Man, Anna, The Ghost Horses, The Proud Lady, The Bear and the Kiss, Second Meeting). – Chicago: The University of Chicago Press, 1977.
deutsch (Auswahl): Tania Blixen: Gespensterpferde. Nachgelassene Erzählungen (Die Familie de Cats, Die Einsiedler, Onkel Theodore, Der letzte Tag, Onkel Seneca, Der dicke Mann, Gespensterpferde, Die stolze Dame, Der Bär und der Kuß, Wiedersehen). Deutsch von Ursula Gunsilius. – Rostock: VEB Hinstorff, 1982 & Stuttgart: Deutsche Verlags-Anstalt, 1984 & Reinbek bei Hamburg: Rowohlt 1986 (rororo 5711).
[Die dt. Ausgabe folgt weitgehend in Inhalt & Anordnung der englischen. Nicht enthalten: Carnival und Anna, sowie aus der dänischen Pløjeren und Kongesønnerne.
Diese sind, neben Ehrengard, enthalten in: Tania Blixen: Karneval. Deutsch von Ursula Gunsilius & Fritz Lorch. (Karneval; Anna; Ehrengard; Der Pflüger; Die Königssöhne). – Stuttgart: DVA 1995 & Reinbek bei Hamburg: Rowohlt, 1998 (rororo 22172)]
- Karen Blixen: Breve fra Afrika: 1914–31. Udg. af Frans Lasson. 2 bind. – København: Gyldendal, 1978 (2 Bde.)

englisch Isak Dinesen: Letters from Africa: 1914 – 1931, ed. by Frans Lasson, translated by Anne Born. – Chicago: The University of Chicago Press, 1981
deutsch Tania Blixen: Briefe aus Afrika 1914 – 1931. Aus dem Dänischen von Sigrid Daub. – Stuttgart: DVA 1988. Reinbek bei Hamburg: Rowohlt, 1993 (rororo 13244)
- Isak Dinesen: Daguerreotypes and Other Essays. – Chicago: The University of Chicago Press, 1979

- Isak Dinesen: On Modern Marriage and Other Observations. – New York: St. Martin's Press, 1986

- Karen Blixen: Karyatiderne: en ufuldendt historie, papirklip ved Sonia Brandes. – København: Gyldendal, 1993

englisch The Caryatids: an unfinished tale, engelsk udg. – Gyldendal, 1993
- Karen Blixen i Danmark: Breve 1931 – 1962; dänisch, herausgegeben von Frans Lasson und Tom Engelbrecht. – København: Gyldendal, 1996 (2 Bde.)

- Karen Blixens kunst = The Art of Karen Blixen: tegninger og malerier. – [o. O.] Karen Blixen Museet, 159 sider, 2001. 2. rev. Udg. : Karen Blixen Museet, 159 sider, 2002.

#### Weitere deutsche Ausgaben
- Tania Blixen: Babettes Gastmahl (Kommentierte Neuübersetzung. Aus dem Dänischen von Ulrich Sonnenberg. Mit Nachwort von Erik Fosnes Hansen). Manesse, Zürich 2022. ISBN 978-3-7175-6001-2.
- Tania Blixen: Babettes Fest (Aus dem Englisch übertragen von W. E. Süskind). Manesse, Zürich 1989, ISBN 3-7175-4034-3.
- Tania Blixen: Briefe aus Afrika 1914 – 1931. Aus dem Dänischen von Sigrid Daub. DVA, Stuttgart 1988. Rowohlt, Reinbek bei Hamburg 1993 (rororo 13244).
- Tania Blixen: Die Straßen um Pisa. Deutsche Verlagsanstalt, Stuttgart 1951; Neuausgabe 1962. Manesse, Zürich, ISBN 3-7175-8212-7.
- Tania Blixen: Die Träumer und andere seltsame Erzählungen. (Der Falke; Der junge Mann mit der Nelke; Die Träumer; Die Sintflut von Norderney; Die Unbesiegbaren; Das Traumkind; Der Dichter). Übertragungen v. Martin Lang, Rudolf von Scholtz und W.E. Süskind. – Stuttgart, Deutsche Verlags-Anstalt o. J. [1955]. München, Deutscher Taschenbuch Verlag [ohne Die Sintflut von Norderney] (dtv, Band 77). (Erzählungen aus Seven Gothic Tales und Winter’s Tales).
- Tania Blixen: Die Träumer. Manesse, Zürich 1998, ISBN 3-7175-8238-0.
- Tania Blixen: Die unsterbliche Geschichte. aus dem Englischen übersetzt von W.E. Süskind, Manesse, Zürich 2006, ISBN 978-3-7175-4053-3.
- Tania Blixen: Karneval. Deutsch von Ursula Gunsilius und Fritz Lorch. (Karneval; Anna; Ehrengard; Der Pflüger; Die Königssöhne). DVA, Stuttgart 1995. Rowohlt, Reinbek bei Hamburg 1998 (rororo 22172).
- Tania Blixen: Moderne Ehe und andere Betrachtungen. Aus dem Dän. von Walter Boehlich. Nachw. von Hanns Grössel. Suhrkamp, Frankfurt am Main 1992. 100 S., ISBN 3-518-38471-6.
- Tania Blixen: Neue Wintergeschichten. Dtv, München 1995, Originalausgabe.
- Tania Blixen: Stürme. Erzählung, Rowohlt, Reinbek bei Hamburg 1996 (mini-rororo 22005).

#### Deutschsprachige Hörbücher
- 2011: Babettes Fest gelesen von Hannelore Hoger, Random House Audio, 2 CDs ungekürzt 110 Min., ISBN 978-3-8371-0877-4.

## Sekundärliteratur
- Helmut Ahrens: Die afrikanischen Jahre der Tania Blixen. Eine biografische Skizze. Droste, Düsseldorf 2003, ISBN 3-7700-4065-1.
- Hannah Arendt: Isak Dinesen (d.i. Tania Blixen) in: Menschen in finsteren Zeiten. Piper, München 2001, ISBN 3-492-23355-4, S. 107–124.
- Susan C. Brantly: Understanding Isak Dinesen – (Understanding Modern European and Latin American Literature). University of South Carolina Press 2002, ISBN 1-57003-428-1 (Einführung in das Werk und Interpretation der folgenden Erzählungen: Seven Gothic Tales, Out of Africa, Winter’s Tales, Last Tales, Anecdotes of Destiny and Ehrengard).
- Detlef Brennecke: Tania Blixen. Rowohlt, Reinbek bei Hamburg 1996, ISBN 978-3-499-50561-4.
- Thorkild Bjørnvig: Der Pakt. Suhrkamp, Frankfurt am Main 1998, dänisch: Pagten. København 1974.
- Tom Buk-Swienty: Die Löwin. Tania Blixen in Afrika. Penguin, München 2021, ISBN 978-3-328-60142-5.
- Thomas Dinesen: My Sister, Isak Dinesen. Joseph, London 1975, dänisch :Tanne. København 1974.
- Günter Helmes: Von protestantischer Askese, Pariser Kommune, einem dîner français und etlichem anderen mehr. Lebensleere, Lebenshunger und Lebenskunst in Isak Dinesens / Karen Blixens / Tania Blixens Novelle "Babette's Feast" (1950, 1958) / "Babettes Gæstebud" (1952, 1958) / "Babettes Fest" (1960). In: Julia Ricart Brede, Naima Tahiri (Hrsg.): Essen und Trinken. Multidisziplinäre Perspektiven auf menschliches Alltagshandeln in unterschiedlichen Kulturen. Hamburg 2020, S. 39–107. ISBN 978-3-86815-727-7.
- Günter Helmes: Novellenkunst. Karen Blixens Meisternovelle „Babettes Fest“. Mit einer Nachbemerkung zu Gabriel Axels gleichnamigem Film. Hamburg 2021. ISBN 978-3-948958-08-4.
- Frans Lasson, Clara Selborn: Tania Blixen. Ihr Leben in Dänemark und Afrika. Eine Bildbiographie. DVA, Stuttgart 1987, ISBN 3-421-06341-9.
- Parmenia Migel: Titania. The Biography of Isak Dinesen. New York 1967.
- Ulrike Schuerkens: Das Bild Afrikas in Karen Blixens „Out of Africa“. In: Anthropos. Bd. 94, H. 1–3 (1999), S. 141–148.
- Clara Selborn: Die Herrin von Rungstedlund. DVA, Stuttgart 1993.
- Ngugi wa Thiongo: „Ihr Koch, ihr Hund“. Karen Blixens Afrika. In: Moving the Centre. Essays über die Befreiung afrikanischer Kulturen. Unrast, Münster 1995. ISBN 3-928300-27-X. S. 164–168.
- Judith Thurman: Tania Blixen. Ihr Leben und Werk (Originaltitel: Isak Dinesen. The Life of a Storyteller). Deutsch von Barbara Henninges und Margarete Längsfeld. DVA, Stuttgart 1989. ISBN 3-421-06494-6.
- Errol Trzebinski: Silence Will Speak. A Study of the Life of Denys Finch-Hatton and His Relationship with Karen Blixen. London 1977.
- Anders Westenholz: Kraftens horn. Myte og virkelighed i Karen Blixens liv, (Die Hörner der Macht. Mythos und Realität im Leben von Karen Blixen). København 1982. (Dänisch).

## Film
- Jenseits von Afrika (Out of Africa, 1985, US-amerikanischer Spielfilm mit Meryl Streep als Karen Blixen)
- The Dreamer: Becoming Karen Blixen (Drømmeren, 2022, dänische Fernsehserie mit Connie Nielsen als Karen Blixen)